# Eilema gina
Eilema gina là một loài bướm đêm thuộc phân họ Arctiinae, họ Erebidae.